# 1986 PE1
1986 PE1 är en asteroid i huvudbältet som upptäcktes 1 augusti 1986 av den amerikanske astronomen Eleanor F. Helin vid Palomar-observatoriet.